# Franz Melchers
Pour les articles homonymes, voir Melchers.
Franz Joseph Adolph Maria Melchers, dit Franz M. Melchers, (né à Münster le 16 avril 1868 et mort à Anvers le 18 mars 1944) est un artiste peintre, dessinateur et graveur néerlandais d'origine allemande qui fit essentiellement carrière en Belgique et aux Pays-Bas.

## Biographie
Né à Münster dans la province de Westphalie (Royaume de Prusse), Franz Melchers est issu, du côté de sa mère, de la famille de Carel Pecqueur, qui émigra dans les années 1840 à Batavia (Indes néerlandaises). D'après le critique d'art Cyriel Buysse qui le qualifie d'« artiste cosmopolite », Franz Melchers quitte la Prusse à l'âge de 15 ans, vit à Veere, en Zélande, durant trois ans, puis s'établit à Bruxelles où il étudie l'art, puis part à La Haye compléter sa formation : il a pour condisciple, professeur et ami Jan Toorop.
Dans la capitale belge, il entre, peut-être dès 1889, en contact avec Octave Maus qui présente ses premiers travaux dans le cadre du salon des XX puis, par la suite, dans les différentes manifestations de La Libre Esthétique : Melchers est présent sur le pavillon de la Belgique lors de l'exposition universelle de 1889 (Paris). Son travail est marqué par le japonisme et les maîtres hollandais.
Melchers expose à partir du 15 novembre 1895, chez Le Barc de Boutteville : le catalogue comporte une préface de Maurice Maeterlinck. Ce dernier écrit dans la foulée deux articles élogieux sur Melchers dans L'Art moderne en mars et avril 1896, à la suite d'une exposition à la Maison d'art (Bruxelles). Il est également exposé au salon des Cent.
En 1897, il illustre une suite de poèmes de l'avocat bruxellois Thomas Braun, seize lithographies constituant notamment un calendrier : l'ouvrage intitulé L'An est édité chez E. Lyon-Claesen à Bruxelles ; la revue L'Estampe moderne publie sous forme de lithographie La Phalène des îles de la mer accompagnée d'un poème de Maeterlinck.
Il expose ensuite au Salon des artistes français de 1898. Dans le magazine international d'art The Studio, en juin 1899, le critique Pol de Mont vante son génie. Le 2 décembre, le journal La Justice, sous la plume du critique Gustave Geffroy, lui consacre un important article en première page.
Fin 1908, il expose au Cercle artistique de Bruxelles une série de toiles, montrant des intérieurs hollandais.
En mais 1937, Yvette Guilbert, visite son atelier bruxellois : le peintre lui montre une grande toile, un Saint-Sébastien, et le décrit comme « lapidé par une bande de brutes : (...), synthèse de notre temps. Partout l'époque est charcutière ».
Melchers était proche de Charles Doudelet, avec lequel il travailla, avant la Première Guerre mondiale, sur des projets de vitraux, entre autres.
Il épousa Jeanne Dommartin, avec laquelle il eut deux enfants prénommé Harold et Andrée.
Il meurt le 18 mars 1944 à Anvers, alors occupée par l'armée allemande.

## Galerie

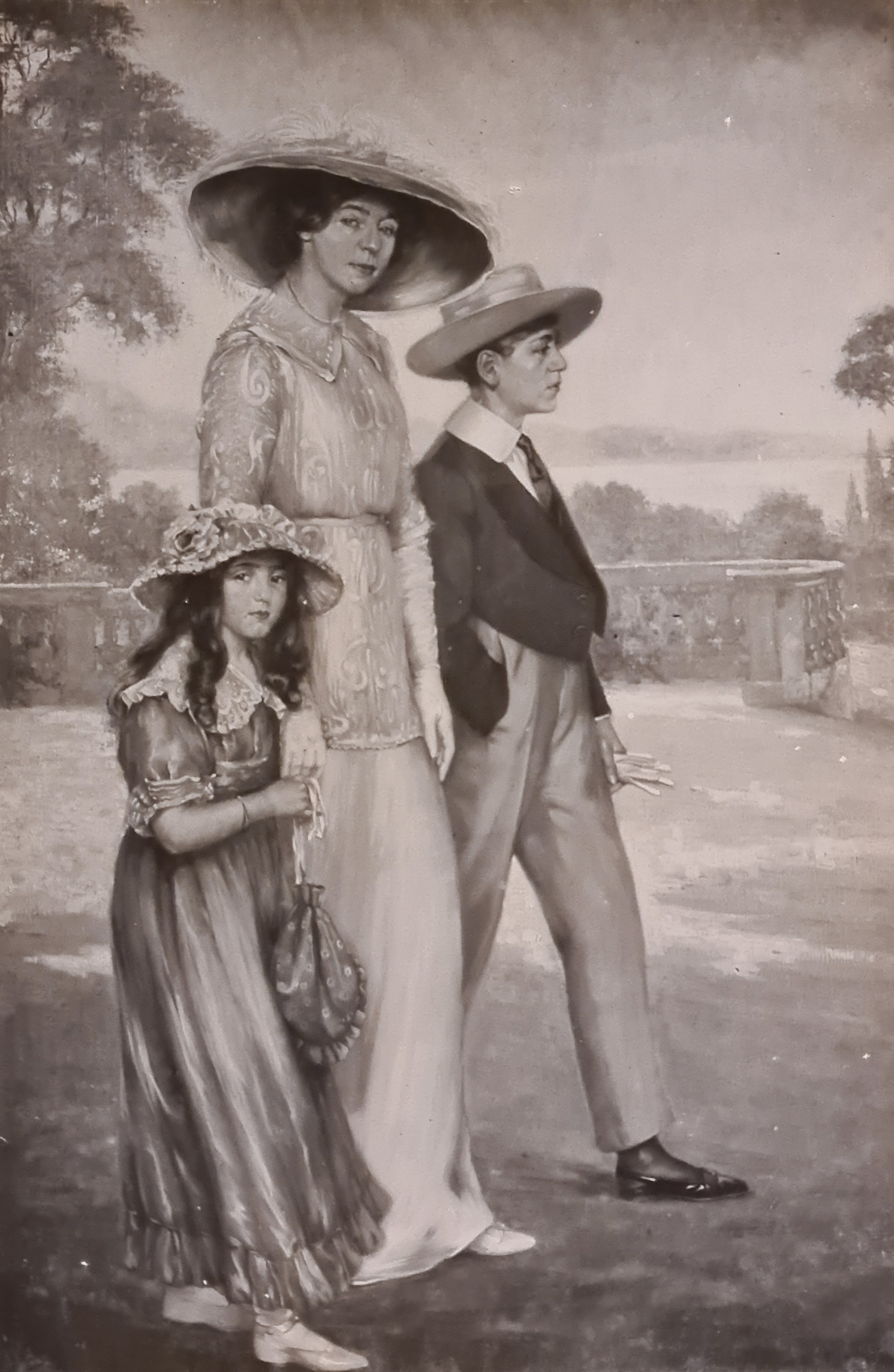
Portrait de famille. Madame Melchers et ses enfants à Cannes 1914. Collection Philippe Group.
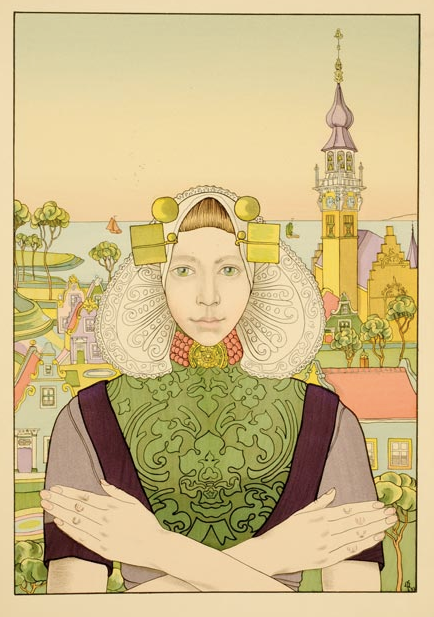
La Phalène des îles de la mer, lithographie reproduite dans L'Estampe moderne (1897).
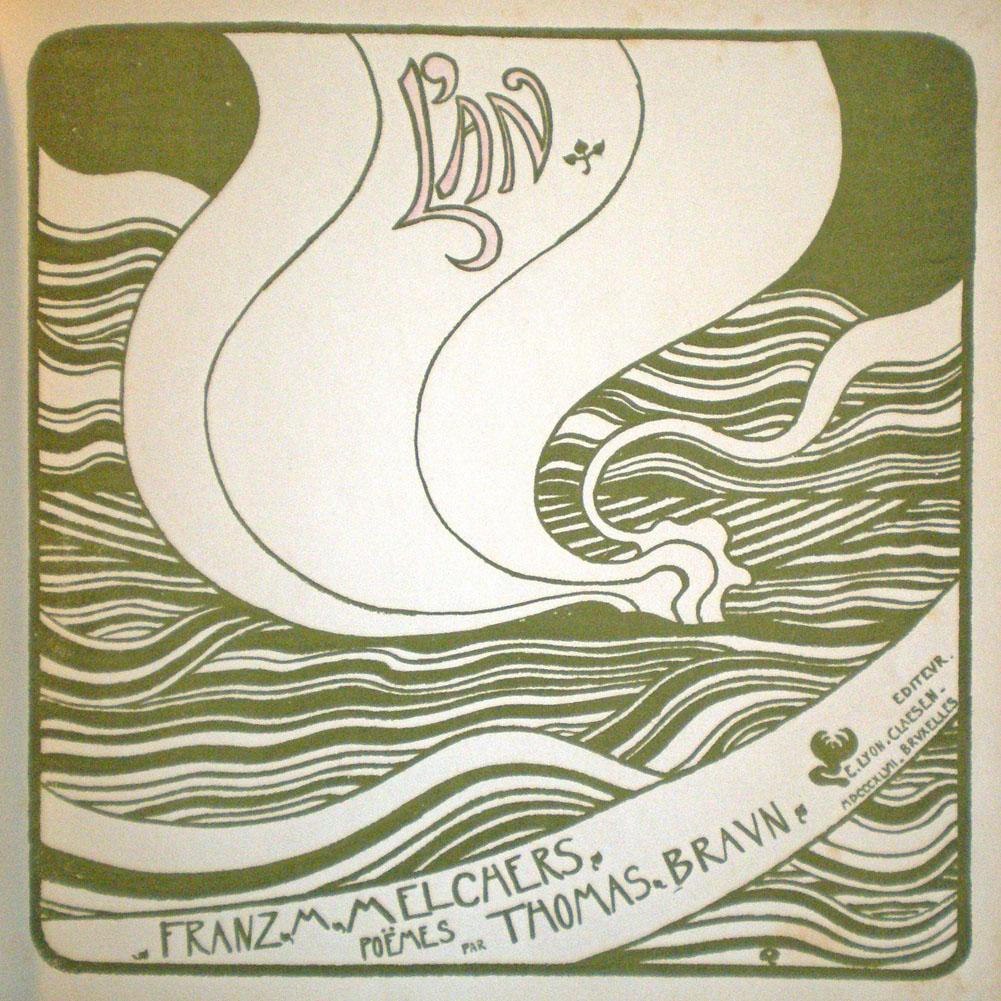
Couverture de L'An, poèmes de Thomas Braun illustrés de 16 lithographies (1897).